# アーサー王宮廷のコネチカット・ヤンキー
『アーサー王宮廷のコネチカット・ヤンキー』（アーサーおうきゅうていのコネチカット・ヤンキー、英語原題：A Connecticut Yankee in King Arthur's Court ）は、1889年にアメリカの作家マーク・トウェインが発表した長編小説。

## 概要
現代（出版当時）のアメリカ人技師が、タイム・スリップしてアーサー王時代のイングランドに紛れ込む物語である。トウェインは、理性的・人道的な現代人である主人公の目を通して中世イングランド社会（腐敗した貴族制、キリスト教会の圧制、騎士道の欺瞞、人間の愚昧さ・非道さ・強欲さなど）を描き、それと類似している（と彼が考えた）アメリカ（の南部）社会を風刺した。「ヤンキー (Yankee) 」とは「アメリカ北部人」を意味する語である。
サイエンス・フィクションの分野においては、時間旅行および歴史改変を扱った初期の作品としても有名である。

## あらすじ

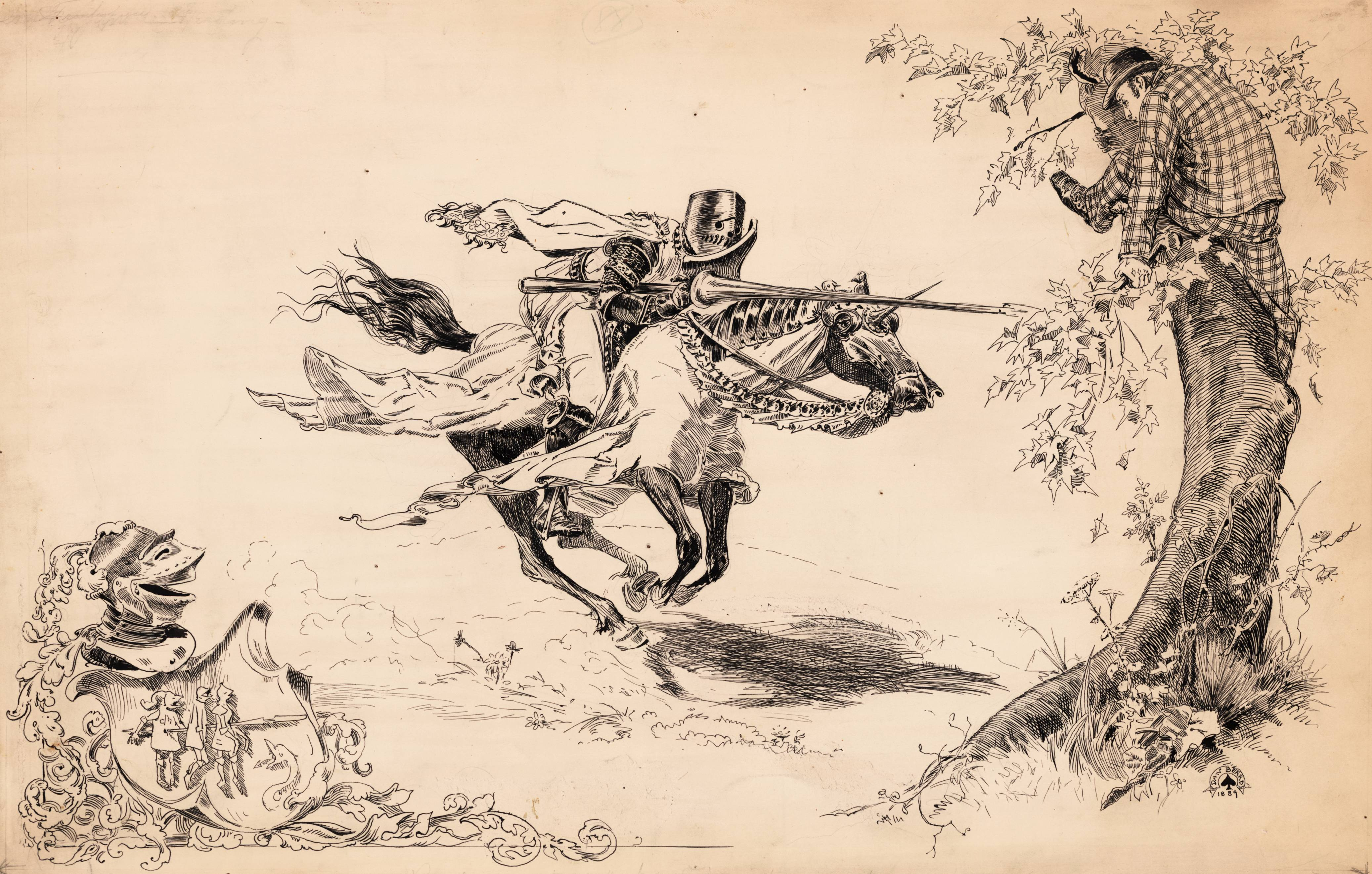
原書の挿絵（ダニエル・カーター・ビアド画）

イングランドのウォリック城を見物していた「私」は、アーサー王の時代に異常なほど詳しい男と出会う。その男は、展示されている鎧に空いた穴を指して「これは自分が銃であけた穴だ」と言う。不審に思う「私」の元に、その夜、男が現われて自分の体験を書いた手記を見せる。それは以下のような内容であった。
コネチカット州ハートフォード出身のハンク・モーガンは、技師の父親と獣医の叔父に両方の技術を仕込まれた男で、兵器工場の職長である。ある日、モーガンは部下に殴られて気絶する。意識を取り戻すと目の前には騎士がいて、馬上槍試合を申まれる。返事もしないうちに槍で木の上に追いやられたモーガンは、相手を狂人だと思い、大人しく「捕虜」になる。騎士に連れて行かれた先はキャメロットで、モーガンは自分が西暦528年のアーサー王宮廷にいることを知る。モーガンは慣例として処刑されそうになるが、日食を利用してそれを逃れる。そしてマーリンとの魔法合戦にも勝利して宮廷での地位を確立する。
以後、ハンク・モーガンは「ボス卿」（"The Boss"）を名乗り、科学知識を活かして社会改革に取り組む。学校を作って若者を教育・啓蒙する一方、近代的な産業を打ちたて、それによって貴族制と教会の圧制を覆そうと計画する。また、王をお忍びの国内視察に連れ出し、民衆の不幸を教える、涸れた泉を復活させる、500対1の決闘に勝利するなどの行為で、魔術師としての名声もさらに高める。
しかし、彼がフランスへ旅行している間に情勢が変わる。教会の陰謀により内戦が勃発し、王も敵方も死に、ボス卿がイングランドに帰った時には漁夫の利を得る形で教会が国を支配していた。ボス卿とその部下たちは、教会に扇動された軍勢に攻められる。地雷・鉄条網・機関銃といった科学兵器で敵を撃退するが、ボス卿は負傷する。
ボス卿を看病するために一人の老婆が雇われるが、それは変装したマーリンだった。マーリンは主人公を未来に追放するべく魔法をかける。それは効力を発揮し、彼は1300年間（出版当時の「現在」まで）眠り続けることになったのだった。
「私」が手記を読み終え、男の元を訪ねると、男はアーサー王の世界の妻と子に対して、最後の戦争や、現代の世界に生まれ、また戻ってきたことが、非常に現実的で恐ろしい夢であり、到底耐えられるものではないと語る。「私」は男が死にかけていることに気付く。男は、王のためにラッパを奏でるという最後の「効果」を上げようとするが、それが果たされることはなかった。

## 挿絵について
初版本はダニエル・カーター・ビアド（1850年 - 1941年）による挿絵を222枚収録していた。ビアドは当時ギュスターヴ・ドレにも比されていた画家で、トウェイン自身に指名されて、これらの挿絵を9ヶ月で描き上げた。契約内容は「250枚ないし260枚の挿絵に対し、報酬3000ドル」というものだった。完成した挿絵を、トウェインは非常に高く評価した。後にビアドは「百万ポンド紙幣」、『トム・ソーヤーの空中旅行（1984年）、『赤道に沿って』の挿絵も手がけている。

## 評価と影響
ニューディール政策の名は、本作中におけるモーガンの政策の名称にちなんでいる。
｢アメリカのことが知りたかったら、マーク・トウェインの著作を読め｣と言われるほど彼の作品はアメリカの代名詞として一役買っている

## 日本語訳一覧
- 小倉多加志訳（抄訳）『アーサー王宮廷のヤンキー』早川書房（ハヤカワ・SF・シリーズ3042）、1963年1月、カバー中島靖侃画（挿絵なし）
  - 『アーサー王宮廷のヤンキー』早川書房（ハヤカワ文庫NV）、1976年5月、カバー楢喜八画（挿絵なし）
- 龍口直太郎訳 『アーサー王宮廷のヤンキー』東京創元社（創元推理文庫）、1976年、カバー真鍋博画
- 大久保博訳 『アーサー王宮廷のヤンキー』角川文庫、1980年、挿絵D・N・ビアド、改訂版2009年
  - 大久保博編訳 『ハンク・モーガンの冒険 - アーサー王宮廷のコネチカット・ヤンキー』論創社、1984年 （※原書の挿絵222枚すべてを収録、それらを主軸に本文を短縮・再編したもの）
- 亀山竜樹訳（児童向け抄訳）『アーサー王とあった男』 岩崎書店（SF少年文庫）、1971年、挿絵D・N・ビアド
  - 『アーサー王とあった男』岩崎書店（SFロマン文庫）、1986年
  - 『アーサー王とあった男』岩崎書店（SF名作コレクション）、2005年
- 渕脇耕一訳 『アーサー王宮廷のコネチカット・ヤンキー』ニュートンプレス（Newton classics）、1997年
- 砂川宏一訳 『マーク・トウェイン・コレクション 16 - アーサー王宮廷のコネチカット・ヤンキー』彩流社、2000年

## 舞台化・映像化
20世紀初頭より本作は何度も舞台化・映像化が行われているが、代表的な作品は以下のものである。一部引用、大まかに基にしているものも含む。
- 1921年、A Connecticut Yankee in King Arthur's Court - Foxによるサイレント映画
- 1927年、コネチカット・ヤンキー A Connecticut Yankee - ロジャース&ハートによるミュージカル
- 1931年、A Connecticut Yankee'’ - ウィル・ロジャース主演映画
- 1947年、Ford Theatre - カール・スウェンソン主演の1時間のラジオ番組
- 1949年、夢の宮廷（英語版）（原題同じ）
1949年に公開されたアメリカ合衆国のミュージカル映画。ロバート・フェローズ製作、テイ・ガーネット監督、エドモンド・ベロイン脚色、ジミー・ヴァン・ヒューゼン、ヴィクター・ヤング音楽、ビング・クロスビー、ロンダ・フレミング主演、パラマウント映画配給。
- 1960年、テネシー・アーニー・フォード主演テレビドラマ
- 1970年、Zoran Janjic監督、オーソン・ビーン主演74分テレビアニメ
- 1978年、Once Upon a ClassicのエピソードA Connecticut Yankee in King Arthur's Court[5] - ポール・ラッド、トヴァ・フェルドシャー、リチャード・ベイスハート(アーサー)、ロスコー・リー・ブラウン(マーリン)
1987年、マスタービジョンより『Mark Twain's A Connecticut Yankee...』としてVHSおよびレーザーディスクがリリースされた[6]。
のちに『The Amazing Mr. Blunden』との2本組DVDがリリースされた。イントロ部分およびビル・ビクスビーの司会部分がカットされ、イーストウエストDVDより希望小売価格1ドルであった
- 1978年、Unidentified Flying OddballまたはA Spaceman in King Arthur's Court - ディズニー映画
- 1985年、戦え!超ロボット生命体トランスフォーマー第2シーズン タイムトラベラー - サイバトロンとデストロンの一団が中世に送られる[7]
- 1988年、New Adventures of a Yankee in King Arthur's Court - ソビエト連邦の映画
- 1989年、テレビ映画 - ポール・ジンデル脚本、ケシア・ナイト・プリアム、ルネ・オーベルジョノワ主演[8]
- 1987年、わんぱくダック夢冒険第1シーズン ジャイロの中世騎士伝説 - ディズニーアニメ。ジャイロがタイムマシンを作り、ヒューイ・デューイ・ルーイと共に現代からアーサー王の時代に向かう
- 1979年、A Connecticut Rabbit in King Arthur's Court - バッグス・バニースペシャル
- 1946年、グーフィーの騎士道 - ディズニー短編映画
- 1995年、A Kid in King Arthur's Court - ディズニー映画
- 1992年、King Arthur & the Knights of Justice - アニメシリーズ
- 1995年、Once and Future - テリー・プラチェット作短編小説
- 1998年、A Knight in Camelot - ディズニーによるウーピー・ゴールドバーグ主演のテレビ映画
- 1992年、キャプテン・スーパーマーケット
- 1994年、Trancers series fourth fifth
- 2001年、ブラック・ナイト
- 1985年、Contact - カール・セーガン著の小説[9]
- 1965年、Monday Begins on Saturday - ソビエト連邦のストルガツキー兄弟による小説
- 1964年、Hard to Be a God - ストルガツキー兄弟による小説
- 2015年、ワンス・アポン・ア・タイム 第5シーズン 愛の涙 - 連続テレビドラマ
- 2006年、Chronicles of the Imaginarium Geographica - ジェイムズ・A・オウエン著のシリーズ小説
- 1991年、冒険野郎マクガイバー第7シーズン 聖戦士伝説 - 連続テレビドラマ

## 参考資料
- 伊藤典夫（責任編集）『世界のSF文学総解説』自由国民社、1990年9月（改訂版第一刷）
- 論創社版『ハンク・モーガンの冒険』および、（大久保博による）訳者解説
- 翻訳作品集成 > マーク・トウェイン（Mark Twain）
- 大神田丈二・笹田直人（編著）『たのしく読める英米幻想文学』ミネルヴァ書房、1997年（初版）

### 夢の宮廷
- 夢の宮廷 キネマ旬報DB
- 夢の宮廷 allcinema
- A Connecticut Yankee in King Arthur's Court - IMDb（英語）
- A Connecticut Yankee in King Arthur's Court - オールムービー（英語）